# Mont Ruan
Mont Ruan je hora na hranicích kantonu Valais a departementu Horní Savojsko, na jihozápadě Švýcarska a východě Francie. S nadmořskou výškou 3 054 metrů náleží k nejvyšším horám Savojských Alp.
V blízkosti vrcholu se nachází několik ledovců. Největší jsou Glacier du Mont Ruan v nadmořské výšce 2 800 m a Glacier des Fonds (2 600 m).